# جوئل د الیویرا مونتیرو
جوئل د الیویرا مونتیرو (انگلیسی: Joel de Oliveira Monteiro؛ ۱ مهٔ ۱۹۰۴ – ۶ آوریل ۱۹۹۰) یک بازیکن فوتبال اهل برزیل بود.
وی همچنین در تیم ملی فوتبال برزیل بازی کرده‌است.